# Frisz
Frisz é uma girl group holandêsa de bubblegum dance/pop formada em 2004 na Holanda. O grupo era anteriormente conhecido entre 2004-2015 como Djumbo. O grupo começou quando as três meninas: Svenja van Beek, Lotte Prijs e Lindsy Schuman se encontraram em uma escola de dança em Eindhoven, onde suas habilidades de dança e canto foram descobertas por um produtor de uma gravadora que as assinou para performar a canção "Hide and Seek" que seria o primeiro single do Djumbo project.
Seu estilo é bastante comparado com a banda K3, que se baseia na Bélgica. Ambos têm o estilo de "infantil" de diversão que o torna popular para crianças. As letras da maioria das canções de Djumbo são escritas em uma combinação de inglês e holandês, com a maioria de uma música em holandês e o coro (e o título) está em inglês.

## Discografia

### Álbuns
- 2005: Jump
- 2007: Spotlight
- 2008: Magic
- 2010: Chase

### Singles
- "Hide And Seek" (2004)
- "Eyahe" (2005)
- "The Djumbo Jump" (2005)
- "Made To Love You" (2005)
- "Boya Boya Bay" (2006)
- "Undercover" (2006)
- "Boy I Like Ya" (2007)
- "Dit Is Real" (2007)
- "Abracadabra" (2008)
- "Boyz & Girlz" (2008)
- "Oorlogskind" (2009)
- "Summertime In Dubai" (2009)
- "Chase" (2010)
- "Sjans" (2010)
- "Ik Word Later Zwarte Piet & Dansen Op Het Dak" (2010)
- "Merry X-Mass & X-Mass Every Day" (2010)
- "S.O.S." (2011)
- "Party On!" (2011)
- "Kampioen Ole Olee" (2012)
- "Never Stop" (2012)

## Ligações Externas
- Website oficial em holandês